# Alnus peculiaris
Alnus peculiaris är en björkväxtart som beskrevs av Hiyama. Alnus peculiaris ingår i släktet alar, och familjen björkväxter. Inga underarter finns listade.